# Leslie McFarlane
Pour les articles homonymes, voir McFarlane.
Leslie MacFarlane, né le 25 octobre 1902 à Carleton Place, Ontario, et mort le 6 septembre 1977 à Whitby, Ontario, est un scénariste et un auteur canadien de roman policier. Il est également un nègre littéraire ayant écrit sous divers noms-maison plusieurs ouvrages de littérature d’enfance et de jeunesse, dont des volumes des séries : Les Frères Hardy signée Franklin W. Dixon, Une enquête des sœurs Parker signée Caroline Quine et Dave Fearless signée Roy Rockwood.

## Biographie
Fils d’un directeur d’école, il passe son enfance à Haileybury, Ontario. Peu après la fin de ses études secondaires, il devient écrivain au moment où sa famille et lui déménage à Whitby, petite ville sise sur le littoral nord du lac Ontario. Il devient ensuite reporter pour un journal de Sudbury, puis travaille brièvement pour un journal de Toronto avant de s’installer aux États-Unis pour entrer dans la salle de rédaction d’un quotidien de droite de Springfield.  
Dans la seconde moitié des années 1920, il commence à écrire des nouvelles policières et d'aventures pour divers magazines et journaux, dont le Toronto Star. Il devient à la même époque un des nègres littéraires employés par le Stratemeyer Syndicate pour rédiger sous des noms-maison divers ouvrages pour la jeunesse. Il donne ainsi, sous le pseudonyme de Franklin W. Dixon, les premières aventures de Les Frères Hardy et, sous celui de Carolyn Keene (en français, Caroline Quine), les quatre premiers volumes de Une enquête des sœurs Parker. Dans les années 1930, il fait aussi paraître sous son patronyme deux romans policiers ayant pour héros l'enquêteur Michael Brent. Il ne revient au genre policier pour adultes que dans les années 1970 avec quelques titres mêlés à la parution de récits d'aventures et des deux volumes d'une autobiographie.
Sa carrière de scénariste s’amorce au milieu des années 1940 avec l’écriture de scénarios pour plusieurs documentaires et courts-métrages de fiction pour l’Office national du film du Canada, dont Royal Journey (en) (1951), gagnant d’un BAFTA, et Herring Hunt (1953), nommé pour l’Oscar du court-métrage en 1954. Il fournit ensuite plusieurs scénarios pour des séries télévisées canadiennes et américaines, dont un épisode de la série western Bonanza.

## Œuvre

### Romans

#### Série policièreMichael Brent
- Streets of Shadow (1930)
- The Murder Tree (1931) Publié en français sous le titre L’Arbre de la mort, Paris, Librairie des Champs-Élysées, Le Masque no 153, 1934

#### Autres romans policiers
- Agent of the Falcon (1975)
- Mystery of Spider Lake (1975), réédition d'une longue nouvelle de 1931
- The Snow Hawk (1976), réédition sous forme de roman de plusieurs nouvelles écrites dans les années 1930

#### Romans d'aventures
- Squeeze Play (1975)
- The Dymanite Flynns (1975)
- Breakaway (1976)

#### Autres romans
- The Last Great Picnics (1965)
- McGonigle Scores (1966)

### Littérature d’enfance et de jeunesse

#### SérieLes Frères Hardy(The Hardy Boys) signée du nom-maison Franklin W. Dixon
- The Tower Treasure (1927) Publié en français sous le titre Le Trésor de la tour, Paris, Charpentier, coll. Lecture et Loisir no 43, 1961
- The House on the Cliff  (1927) Publié en français sous le titre La Maison sur la falaise, Paris, Charpentier, coll. Lecture et Loisir no 22, 1960
- The Secret of the Old Mill  (1927) Publié en français sous le titre Le Mystère du vieux moulin, Paris, Charpentier, coll. Lecture et Loisir no 37, 1961 ; réédition dans la même collection no 71, 1964, et no 148, 1970
- The Missing Chums (1928)
- Hunting for Hidden Gold (1928)
- The Shore Road Mystery (1928)
- The Secret of the Caves (1929)
- The Mystery of Cabin Island (1929) Publié en français sous le titre Le Mystère de l’île de la cabane, Paris, Charpentier, coll. Lecture et Loisir no 75, 1964 ; réédition dans la même collection no 150, 1970
- The Great Airport Mystery (1930)
- What Happened at Midnight (1931)
- While the Clock Ticked (1932)
- Footprints under the Window (1933)
- The Mark on the Door (1934)
- The Hidden Harbor Mystery (1935)
- The Sinister Signpost (1936)
- A Figure in Hiding (1937)
- The Secret Warning (1938), en collaboration avec John Button
- The Flickering Torch Mystery (1943) Publié en français sous le titre Le Mystère de la torche tremblotante, Paris, Dargaud, coll. Lecture et Loisir no 251, 1978
- The Melted Coins (1944)
- The Short-Wave Mystery (1945)
- The Secret Panel (1946)
- The Phantom Freighter (1947), écrite par la femme de l'auteur Amy McFarlane

#### SérieUne enquête des sœurs Parker(The Dana girls) signée du nom-maison Caroline Quine
- By the Light of the Study Lamp (1934) Publié en français sous le titre Les sœurs Parker trouvent une piste, Paris, Hachette, Bibliothèque verte, 2e série, no 100, 1966 ; réédition, Paris, Hachette, Bibliothèque verte, 3e série, 1972
- Secret at Lone Tree Cottage (1934) Publié en français sous le titre Les sœurs Parker et les ravisseurs, Paris, Hachette, Bibliothèque verte, 2e série, no 302, 1966 ; réédition, Paris, Hachette, Bibliothèque verte, 3e série, 1972
- In the Shadow of the Tower (1934) Publié en français sous le titre Dans l’ombre de la tour, Paris, Hachette, Bibliothèque verte, 3e série, 1978
- A-Three Cornered Mystery (1935) Publié en français sous le titre Le Gros Lot, Paris, Hachette, Bibliothèque verte, 2e série, no 307, 1966 ; réédition, Paris, Hachette, Bibliothèque verte, 3e série, 1972

#### SérieDave Fearlesssignée Roy Rockwood
- Dave Fearless Under the Ocean (1926)
- Dave Fearless in the Black Jungle (1926)
- Dave Fearless Near the South Pole (1926)
- Dave Fearless Caught by Malay Pirates (1926)
- Dave Fearless on the Ship of Mystery (1927)
- Dave Fearless on the Lost Brig (1927)

### Nouvelles

#### SérieUncle Absalone
- Absalone and Their Wolf (1928)
- Absalone Answers an Ad (1928)
- Uncle Absalone's Friend Fred (1929)
- Uncle Absalone Minds Nanny (1929)

#### SérieBaldwin
- Baldwin's Big Chance (1935)
- Baldwin's Big Mistake (1936)
- Baldwin the Bouncer (1936)
- Baldwin Eats a Pie (1936)
- Baldwin's Lost Dog (1937)
- Baldwin Has a Tooth Ake (1937)
- Baldwin Takes Advice (1937)
- Baldwin's Big Revenge (1937)
- Baldwin's Ten-Mile Dash (1937)

#### Autres nouvelles
- The River Trail ou Rivals in the Snow (1925)
- An Imposter (1925)
- The Black Suit (1925)
- In the Blizzard (1925)
- The Cabin and the Spring (1925)
- The Knife (1925)
- The King of Watabaneck (1926)
- Hill of Gold ou The Hill of Gold (1926)
- The Root House (1927)
- The Man Who Looked Back (1927)
- Sketches (1927)
- Treaty Money (1928)
- Front Page Stuff (1928)
- The Other Glove (1928)
- Cook Tips (1928)
- A Matter of Initials (1928)
- A Sentimental Pilgrim (1928)
- The Red-Headed Man (1928)
- Justice by Proxy (1928)
- A Chain of Evidence (1928)
- The Wrong Whist (1928)
- Hunted (1928)
- A Happy Ending (1928)
- Dead Man's Feast (1928)
- Andy's Ashes (1928)
- Fuzzy Face (1928)
- Verbera's Teeth (1928)
- The Mystery of Number Nine (1928)
- The Pillar of Fire (1928)
- The Mail-Order Bride (1928)
- Murder on Dead Pine Trail (1928)
- The Far Horizons (1928)
- Five Clock Mystery (1928)
- The Snow Shoe Trail (1928)
- The Death Score (1929)
- Murphy Kills Two Birds (1929)
- The Breed of Pioneers (1929)
- Clue of the Thumb (1929)
- Lover's Secret Code (1929)
- Trouble at Coogan's Rest (1929)
- Corpse in the Snow (1929)
- Sob Stuff (1929)
- Beware the Greeks (1929)
- The Graveyard Mystery (1929)
- The Man in the Deuce (1929)
- The Black Mansion Murder (1929)
- Three Days More (1929)
- The Legacy Code (1929)
- The Secret Diary (1929)
- Murder at Blizzard Lake (1930)
- The Crime Cat ou The Laughing Cat Mystery (1930)
- The Crime at No. 3 (1930)
- The Red Hand (1930)
- The Strangler (1930)
- The House in the Valley (1930)
- The Portage Murder (1930)
- The Inside Story (1930)
- Killer's Pride (1930)
- The Good Cow of M. Joliet (1930)
- The Dignity of Pierre Laboume (1930)
- The Ghost Canoe (1931)
- The Hooded Raider (1931)
- An Ear for Music (1931)
- Is This Necessary? (1931)
- Black Monday (1931)
- Solid Gold Wall Paper (1931)
- Gaston the Great (1931)
- Third Choice of Gabriel Potoin (1931)
- Bush Brothers (1931)
- El Dorado in the North West (1931)
- It Wasn't All Luck (1931)
- Oats (1932)
- Ghost of Fong Woo (1932)
- The Elbow of Destiny (1932)
- Grub and Goliath (1932)
- The Duplicity of Emile (1932)
- The Man Hunt (1932)
- The Suspension of Corporal Geary (1932)
- Pass the Puck (1932)
- Grany and the Gold Raiders (1932)
- The Duty of Corporal True (1932)
- Best Old Town (1932)
- Wolf Panic (1932)
- Throwing Down McCloskin (1933)
- Beating Depression on a Dime a Day (1933)
- Montville Boy Makes Good (1933)
- The Sun Also Sets (1933)
- The Wrist Shot (1933)
- Splendor of Life (1933)
- The Master Mariner (1933)
- Courtship of Uncle Matthew (1933)
- Anything for a Laugh (1933)
- A Gamble with Guilt (1933)
- The Little Brothers of Mademoiselle (1933)
- Killers' Valley (1934)
- Four Kinds of Luck (1934)
- Goal Getter (1934)
- My Girl Myrtle (1934)
- The Lost River Mystery (1934)
- The Great Bass Feud (1934)
- The Eyewitness (1934)
- Trails of '34 (1934)
- Stampede to Sturgeon River (1934)
- The Long Lac Rune (1934)
- The Mare Hortense (1934)
- Northland Edition (1934)
- Resurrection River (1934)
- Tiger Jack's Daughter (1934)
- Kiernan's Handicap (1935)
- Iron Gloves (1935)
- The Game and the Job (1935)
- Hockey Highway (1935)
- The Trail of the Dead (1935)
- The Great Bass Feud (1935)
- The Fighting Proprietor (1935)
- The Future Gerard (1935)
- Murder at Lone Wolf (1935)
- Denison's Raid (1935)
- Drunkard From Dunkelburg (1935)
- Metropolis of Nickel (1935)
- Grubstake Fighter (1935)
- Baby Needs Shoes (1936)
- Dynamite Flynns (1936)
- Many From Stormy Mountain (1936)
- Clarence Gets Tough (1936)
- The Hickory Dodger (1936)
- The Wolf (1936)
- Doughnut Figher (1936)
- Take It Easy (1936)
- The Two Pucketeers (1936)
- Courtship of Uncle Matthew (1936)
- Alias Killer Keene (1936)
- A Matter of Principle (1936)
- The Lunacy of Living (1936)
- Battling Barnstormers (1936)
- Playmaker (1936)
- Romance on Ice (1936)
- Roughnecks on Skates ou Trouble on Skates (1937)
- Stanley Cup Warrior (1937)
- Too Slow to Count (1937)
- Pay Night in Ghost Town (1937)
- The Fighter From Wayback (1937)
- Chain on the Trestle (1937)
- The Little Men (1937)
- How Deep is Down (1937)
- Christmas Tree Trail (1937)
- Elmer From the Arctic (1938)
- Drive Your Own Race (1938)
- Many Towns (1938)
- They Didn't Know Hockey (1938)
- To the Winner (1938)
- Two-Fisted Luck (1938)
- Runout Powder (1938)
- Skating Fool (1938)
- Lucky Stick (1938)
- Goalie Garrison's Goal (1938)
- Grandpere Rides Again (1939)
- One-Wallop Willie (1939)
- Home Town Hero (1939)
- Storm Driver (1939)
- Don't Bet on Hockey (1939)
- Stanley Cup Jitters (1939)
- The Kingpin Kid (1939)
- The Great Cook Claude (1939)
- Wakefield Awake (1939)
- Billy the Kid (1939)
- Referee Short (1939)
- Ways of Hagard (1939)
- The Greatest Conacher (1940)
- Front Page Center (1940)
- Strictly Neutral (1940)
- Wakenlle Awake (1940)
- The Voice of Doubt (1940)
- Grandpaw Logbaby's Leg (1940)
- Bud Master, Referee (1940)
- Pepper Pot (1940)
- Hungry Fighters (1940)
- Kelsey Skates Again (1940)
- How to Play a Harp (1941)
- Windfall for Willie (1941)
- Semitruth for McKane (1941)
- Honeymoon for Four (1941)
- Pardon My Glove (1941)
- Good Old Twenty Fourth (1941)
- A Hat for Miss McKane (1941)
- Something to Remember (1941)
- How Old is a Hen (1941)
- One-Shot McKane (1941)
- The Bear Came Over the Mountain (1941)
- The Remarkable Geraldine (1941)
- Three Days More (1941)
- Murder at Midnight (1941)
- Merry Christmas McKane (1941)
- One-Horse Open Sleigh (1941)
- Mr Meek Makes a Speech (1942)
- Doodads on the Doohickey (1942)
- You Can't Run Away (1942)
- Good Goalies are Scarce (1942)
- The Girl From Outside (1942)
- They Couln't Say No (1942)
- The Cat Called Claudius (1942)
- The Election of Mr. Bopp (1942)
- Make Way for a Star (1942)
- Meet Miss Mongonya (1942)
- Blitz at Blizzard Lake (1942)
- Hockey (1942), novelette
- Championship Fight (1943)

### Théâtre
- Fire in the North (1972), sur le grand incendie ontarien de 1922.

### Autobiographies
- A Kid in Haileybury (1975)
- Ghost of the Hardy Boys (1976)

### Autre publication
- Haileybury Fire (1972), série d'articles sur le grand incendie ontarien de 1922.